# Мацкявичюс, Римас
Римас Мацкя́вичус (лит. Rimas Mackevičius, род. 23 августа 1957 года) — литовский спортсмен, спортивный судья, журналист, функционер, доктор медицины.

## Биография
Шестикратный чемпион Литвы по составлению шашечных композиций. Национальный гроссмейстер по шашечной композиции (2009), арбитр ФМЖД по шашечной композиции (2010), генеральный секретарь Союз любителей шашечной композиции Литвы (лит. Lietuvos šaškių kompozicijos mėgėjų sajunga). Занял 5 место на пятом чемпионате мира по составлению шашечных проблем-100 (PWCP–V). Автор книг по шашечной композиции.
Врач, свыше 20 лет — директор поликлиники Науйойи Вильня (лит. Naujoji Vilnia) в городе Вильнюс.